# 18 października
18 października jest 291. (w latach przestępnych 292.) dniem w kalendarzu gregoriańskim. Do końca roku pozostaje 74 dni.

## Święta

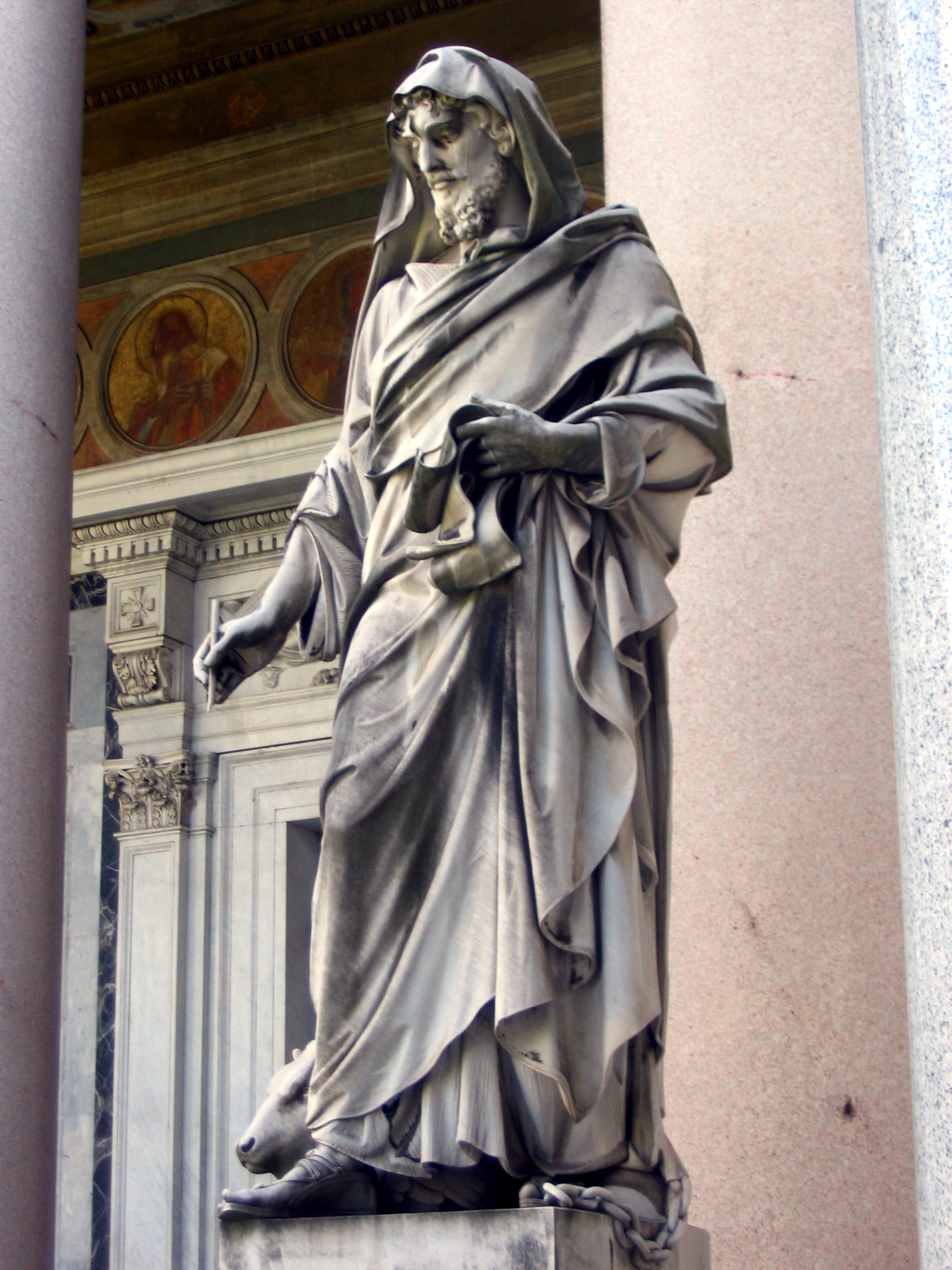
Św. Łukasz Ewangelista

- Imieniny obchodzą: Asklepiades, Bratomił, Julian, Just, Łukasz, Miłobrat, Piotr, Remigia, Remigiusz, Siemowit, Tryfonia i Ziemowit.
- Alaska – Dzień Alaski
- Azerbejdżan – Święto Niepodległości
- Międzynarodowe – Światowy Dzień Menopauzy i Andropauzy (święto ustanowione przez Światową Organizację Zdrowia)[1]
- Polska
  - Dzień Pracownika Służby Zdrowia
  - Dzień Poczty Polskiej[2]
  - Dzień Łącznościowca, Dzień Listonosza[2]
  - Święto Wojsk Łączności i Informatyki (w rocznicę utworzenia pierwszego stałego połączenia pocztowego między Krakowem a Wenecją w 1558)[3]
- Wspomnienia i święta w Kościele katolickim[4][5] obchodzą:
  - Bł. męczennicy Daudi Okelo i Gildas Irwa
  - Św. Łukasz Ewangelista

## Wydarzenia w Polsce
- 1166 – Klęska wojsk polskich podczas wyprawy przeciwko Prusom w bitwie pod Wąbrzeźnem.
- 1330 – I wojna polsko-krzyżacka: król Polski Władysław I Łokietek zawarł pod zamkiem w Lipienku siedmiomiesięczny rozejm z zakonem krzyżackim.
- 1558 – Król Zygmunt II August zainicjował pierwsze międzynarodowe połączenie pocztowe między Krakowem a Wenecją. Data ta jest uważana za początek poczty na ziemiach polskich.
- 1632 – III wojna polsko-rosyjska: rozpoczęło się rosyjskie oblężenie Smoleńska.
- 1672 – (lub 16 października) IV wojna polsko-turecka: podpisano nieratyfikowany przez polski Sejm traktat pokojowy w Buczaczu, który zakładał oddanie we władanie Imperium Osmańskiego wschodnich ziem Polski.
- 1761 – Poświęcono kościół św. Ducha w Kraśniku.
- 1815 – Utworzono Wolne Miasto Kraków.
- 1844:
  - Otwarto linię kolejową Wrocław-Legnica.
  - Rozpoczęto budowę Kanału Elbląskiego.
- 1905 – W Warszawie założono Stronnictwo Polityki Realnej.
- 1910 – W Bydgoszczy odsłonięto pomnik Łuczniczki.
- 1919 – Spłonął ratusz w Gorzowie Wielkopolskim.
- 1920 – Wojna polsko-bolszewicka: wszedł w życie rozejm z Rygi zawarty 12 października.
- 1942:
  - Rozpoczęła się akcja deportacyjna z getta tranzytowego w Izbicy na Lubelszczyźnie, podczas której Niemcy wywieźli do obozów zagłady w Bełżcu i Sobiborze około 5 tys. Żydów, a kolejnych kilkuset rozstrzelali na miejscu.
  - Zostało zlikwidowane getto żydowskie w Brześciu nad Bugiem, a jego mieszkańcy zamordowani.
- 1943:
  - Sformowano Samodzielny Batalion Szturmowy, który stał się zalążkiem Korpusu Bezpieczeństwa Wewnętrznego.
  - W nocy z 17 na 18 października miała miejsce jedna z największych egzekucji w historii Pawiaka. Około 600 nagich więźniów wyprowadzono grupami z więzienia i rozstrzelano z broni maszynowej na odcinku ulicy Pawiej 36-42 i Dzielnej 37-42.
- 1949 – Polska uznała Niemiecką Republikę Demokratyczną.
- 1953 – Pływak Marek Petrusewicz ustanowił we Wrocławiu rekord świata na dystansie 100 m stylem klasycznym (1:10,9 s).
- 1976 – Premiera komedii filmowej Brunet wieczorową porą w reżyserii Stanisława Barei.
- 1981 – Gen. Wojciech Jaruzelski został I sekretarzem KC PZPR.
- 1987 – Telewizja Polska wyemitowała premierowy odcinek serialu komediowego Zmiennicy w reżyserii Stanisława Barei.
- 1995 – Ministerstwo Łączności ogłosiło przetarg związany z możliwością wybudowania dwóch sieci komórkowych w standardzie GSM.
- 1998 – Powszechny Bank Gospodarczy z siedzibą w Łodzi po raz pierwszy zaoferował dostęp do rachunku bankowego przez Internet, rozpoczynając historię polskiej bankowości internetowej.
- 1999:
  - FSO rozpoczęła produkcję modelu Daewoo Matiz.
  - W Słupsku zlikwidowano komunikację trolejbusową.
- 2002 – Premiera filmu Edi w reżyserii Piotra Trzaskalskiego.
- 2004 – Po raz pierwszy od 1927 roku przyznano honorowy stopień Harcmistrza Rzeczypospolitej pośmiertnie Tomaszowi Strzemboszowi. Wcześniej stopień ten nadano tylko raz 12 harcmistrzyniom i harcmistrzom ZHP.
- 2006 – Została powołana Kościelna Komisja Historyczna.

## Wydarzenia na świecie

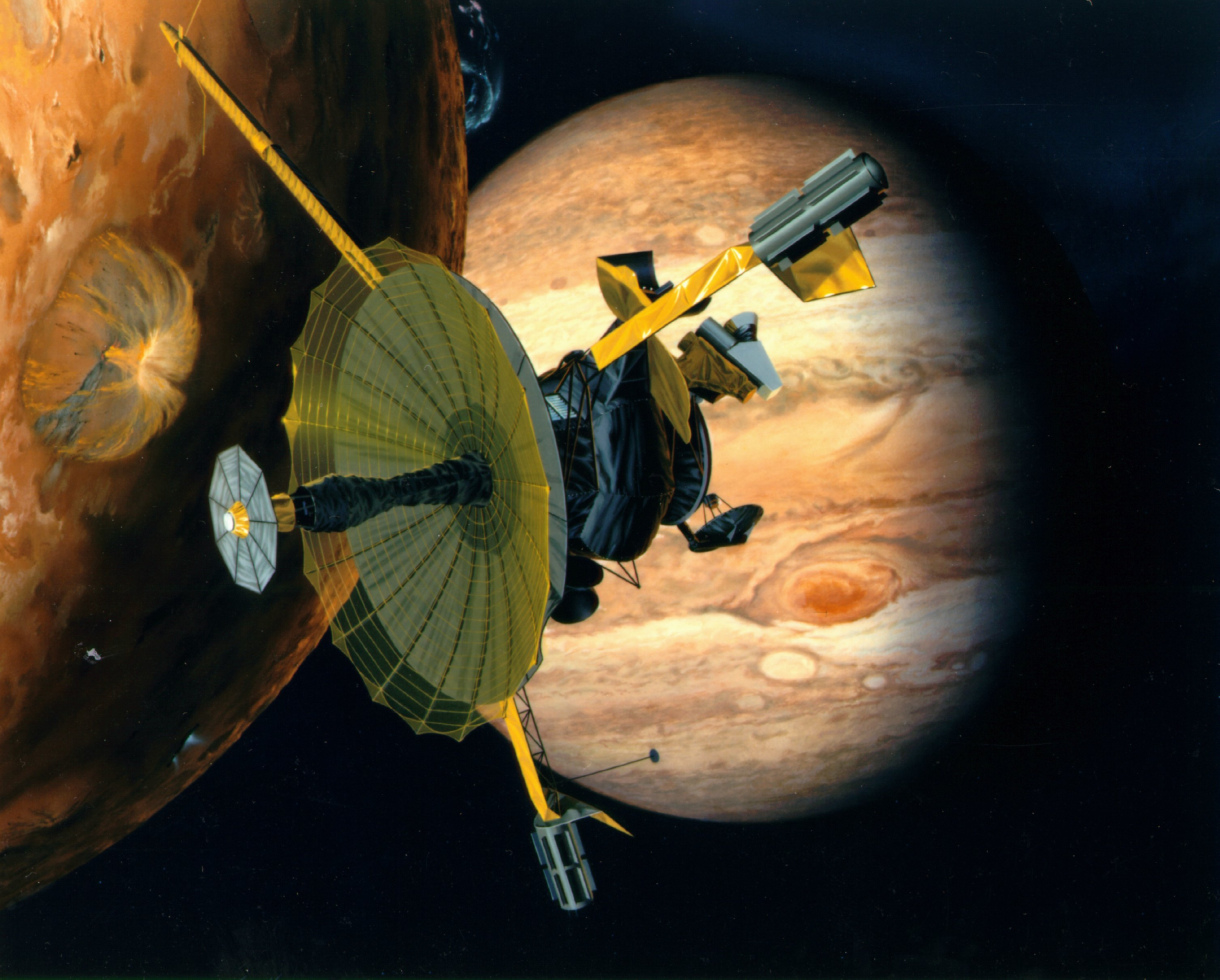
Artystyczna wizja sondy Galileo na tle Jowisza i jego księżyca Io

- 31 – Prefekt rzymskiej gwardii pretoriańskiej Sejan został stracony za planowanie zamachu na cesarza Tyberiusza.
- 1009 – Bazylika Grobu Świętego w Jerozolimie została zniszczona przez fatymidzkiego kalifa Al-Hakima.
- 1016 – Wojska anglosaskie dowodzone przez króla Edwarda II poniosły klęskę w bitwie z duńskimi najeźdźcami pod Ashingdon.
- 1081 – W bitwie pod Dyrrachion (Durrës) flota normańska dowodzona przez Roberta Guiscarda pokonała sprzymierzoną flotę bizantyńsko-wenecką pod wodzą cesarza Aleksego I Komnena.
- 1356 – Trzęsienie ziemi w Bazylei.
- 1386 – Elektor Palatynatu Ruprecht I Wittelsbach założył najstarszy niemiecki Uniwersytet w Heidelbergu.
- 1497 – Król Polski Jan I Olbracht, który wyruszył do Mołdawii aby osadzić na tamtejszym tronie królewicza Zygmunta, zwinął oblężenie ówczesnej stolicy kraju Suczawy.
- 1502 – Elektor Saksonii Fryderyk III Mądry założył Uniwersytet w Wittenberdze.
- 1519 – Hiszpańscy konkwistadorzy dokonali masakry tysięcy nieuzbrojonych mieszkańców miasta Cholula w Meksyku.
- 1534 – Wybuchła tzw. afera plakatów, uważana za początek reformacji we Francji.
- 1622 – Król Francji Ludwik XIII zawarł w Montpellier pokój z hugenotami.
- 1685 – Król Francji Ludwik XIV anulował chroniący protestantów edykt nantejski.
- 1715 – III wojna północna: wojska duńsko-prusko-saskie rozpoczęły oblężenie wówczas szwedzkiego Stralsundu.
- 1724 – Poświęcono kościół Katarzyny w Sztokholmie.
- 1748 – Zawarto pokój w Akwizgranie kończący wojnę o sukcesję austriacką.
- 1769 – Tekle Hajmanot II został cesarzem Etiopii.
- 1776 – Wojna o niepodległość Stanów Zjednoczonych: zwycięstwo wojsk brytyjskich w bitwie o Pell’s Point.
- 1809 – Wojny napoleońskie w Hiszpanii i Portugalii: zwycięstwo wojsk hiszpańskich nad napoleońskimi w bitwie pod Tamames.
- 1812 – Inwazja Napoleona na Rosję: zwycięstwo wojsk rosyjskich w bitwie pod Tarutinem.
- 1817 – Na zamku Wartburg proklamowano Ogólnoniemiecki Związek Burszenszaftów (stowarzyszeń studenckich).
- 1818 – Król Prus Fryderyk Wilhelm III założył Uniwersytet w Bonn.
- 1831 – Car Mikołaj I Romanow wydał  manifest do Rosjan i armii rosyjskiej z okazji zakończenia wojny przeciwko Polsce.
- 1847 – Brytyjski astronom John Russell Hind odkrył planetoidę (8) Flora.
- 1851 – W Londynie ukazała się powieść Moby Dick Hermana Melville’a.
- 1853 – Poświęcono sobór Objawienia Pańskiego w Moskwie.
- 1860 – II wojna opiumowa: żołnierze brytyjscy podpalili kompleks pałacowo-parkowy Yuanmingyuan w zdobytym Pekinie.
- 1861 – Wilhelm I Hohenzollern koronował się w Królewcu na króla Prus.
- 1867 – Alaska została oficjalnie przejęta przez Stany Zjednoczone.
- 1870:
  - Amerykanin Benjamin Tilgham opatentował technologię piaskowania.
  - Wojna francusko-pruska: zwycięstwo wojsk pruskich w bitwie pod Châteaudun.
- 1875 – Kanadyjski astronom James Craig Watson odkrył planetoidę (150) Nuwa.
- 1880 – Założono Juneau, dzisiejszą stolicę Alaski.
- 1890 – Założono Windhuk, dzisiejszą stolicę Namibii.
- 1898 – USA zajęły Portoryko.
- 1904 – W Kolonii odbyło się prawykonanie V symfonii Gustava Mahlera.
- 1907 – Przyjęto 13 konwencji haskich.
- 1908 – Belgijski parlament uchwalił aneksję Wolnego Państwa Konga.
- 1910 – Na wyspie Pohnpei w archipelagu Karolinów wybuchło powstanie przeciwko niemieckim kolonizatorom.
- 1911 – Założono Nowozelandzki Komitet Olimpijski.
- 1912 – Zakończyła się wojna włosko-turecka, w wyniku której Turcja utraciła Libię.
- 1913 – W Lipsku odsłonięto Pomnik Bitwy Narodów.
- 1914 – I wojna światowa: niemiecki okręt podwodny U-27 zatopił na Morzu Północnym brytyjski okręt podwodny HMS E3 wraz z 28-osobową załogą.
- 1918 – W Kijowie została założona Ukraińska Partia Robotnicza.
- 1921 – Utworzono Krymską ASRR.
- 1922:
  - Premiera amerykańskiego filmu niemego Robin Hood w reżyserii Allana Dwana.
  - Założono British Broadcasting Corporation (BBC).
- 1924 – Hjalmar Branting został po raz trzeci premierem Szwecji.
- 1925 – Otwarto Wankdorfstadion w szwajcarskim Bernie.
- 1927 – W Paryżu rozpoczął się proces Szolema Szwarcbarda, zabójcy przewodniczącego Dyrektoriatu Ukraińskiej Republiki Ludowej na uchodźtwie Symona Petlury.
- 1933:
  - W Moringen koło Hanoweru utworzono pierwszy niemiecki obóz koncentracyjny dla kobiet.
  - W Princess Anne w stanie Maryland czarnoskóry 23-letni George Armwood, aresztowany pod zarzutem dokonania gwałtu na 71-letniej białej kobiecie, został wywleczony i zlinczowany przez tłum. Był to ostatni lincz w historii tego stanu.
- 1934 – W cerkwi św. Jerzego w Topoli został pochowany król Jugosławii Aleksander I Karadziordziewić, zamordowany 9 października w Marsylii z inspiracji chorwackich ustaszów.
- 1936 – 19 osób zginęło w trzęsieniu ziemi o sile 5,6 stopnia w skali Richtera w północno-wschodnich Włoszech.
- 1937 – Kardynał Emmanuel Suhard ponownie poświęcił, odbudowaną po zniszczeniach wojennych, katedrę we francuskim Reims.
- 1939 – Na podstawie wymuszonych paktów o wzajemnej pomocy Armia Czerwona wkroczyła do Estonii.
- 1940:
  - Bitwa o Atlantyk: aliancki konwój SC-7 został zaatakowany przez wilcze stado 7 U-Bootów, tracąc 20 statków handlowych.
  - W Szwajcarii wykonano ostatni w historii kraju wyrok śmierci na mordercy Hansie Vollenweiderze.
- 1941:
  - Dokonano oblotu francuskiego samolout eksperymentalnego Payen Pa 22.
  - Gen. Hideki Tōjō został premierem Japonii.
  - Japoński kontrwywiad aresztował w Tokio agenta NKWD Richarda Sorge.
- 1942 – Adolf Hitler wydał tajny rozkaz (Kommandobefehl), który nakazywał bezwzględną fizyczną eliminację wszystkich schwytanych alianckich (głównie brytyjskich) komandosów i spadochroniarzy wykonujących misje dywersyjne i rajdowe na terenie Europy i Afryki.
- 1944 – Armia Czerwona wkroczyła na terytorium Czechosłowacji.
- 1945 – W wyniku wojskowego zamachu stanu został obalony prezydent Wenezueli Isaías Medina Angarita.
- 1946 – Został wycofany ze służby USS „Ranger”, pierwszy amerykański okręt budowany od podstaw jako lotniskowiec.
- 1954:
  - Antigone Costanda z Egiptu zdobyła w Londynie tytuł Miss World 1954.
  - Przedsiębiorstwo Texas Instruments wprowadziło na rynek pierwsze kieszonkowe radio tranzystorowe.
- 1958 – Podczas zawodów w Bukareszcie rumuńska lekkoatletka Iolanda Balaș ustanowiła swój kolejny rekord świata w skoku wzwyż (183 cm).
- 1961:
  - Partia Narodowa wygrała pierwsze po proklamowaniu republiki wybory parlamentarne w Południowej Afryce.
  - Premiera amerykańsko-brytyjskiego filmu muzycznego West Side Story w reżyserii Roberta Wise’a i Jerome’a Robbinsa.
  - W Turynie została uchwalona Europejska Karta Społeczna.
- 1963:
  - Podczas 60. sesji MKOl w niemieckim Baden-Baden na organizatora XIX Letnich Igrzysk Olimpijskich w 1968 roku wybrano miasto Meksyk.
  - Premier Wielkiej Brytanii Harold Macmillan podał się do dymisji.
- 1965 – Évariste Kimba został premierem Demokratycznej Republiki Konga.
- 1968:
  - Papież Paweł VI ustanowił diecezję reykjavícką.
  - Podczas XIX Letnich Igrzysk Olimpijskich w mieście Meksyk Amerykanin Bob Beamon ustanowił rekord skoku w dal (8,90 m), który przetrwał 23 lata.
- 1973 – Premiera francuskiej komedii filmowej Przygody rabina Jakuba w reżyserii Gérarda Oury’ego.
- 1975 – Otwarto Most Saint-Nazaire nad Loarą we Francji.
- 1977:
  - Niemiecka jednostka specjalna GSG 9 odbiła w stolicy Somalii Mogadiszu porwany przez palestyńskich terrorystów samolot Lufthansy (operacja „Magiczny Ogień”).
  - Na wieść o odbiciu samolotu troje uwięzionych założycieli niemieckiej organizacji terrorystycznej Frakcja Czerwonej Armii (RAF), których uwolnienia żądali porywacze, według oficjalnej wersji popełniło samobójstwa w swych celach.
  - W Luksemburgu utworzono Europejski Trybunał Obrachunkowy.
- 1978 – Ola Ullsten został premierem Szwecji.
- 1979 – Dokonano oblotu amerykańskiego samolotu pasażerskiego McDonnell Douglas MD-80.
- 1980 – Arnaldo Forlani został premierem Włoch.
- 1981:
  - Otwarcie teatru rzymskiego w Płowdiwie.
  - Socjalistyczny ruch PASOK wygrał wybory parlamentarne w Grecji, zdobywając 48% głosów.
- 1989:
  - Krótko po starcie z Baku rozbił się na Morzu Kaspijskim samolot wojskowy Ił-76, w wyniku czego zginęło 57 żołnierzy.
  - Węgierski parlament uchwalił zmiany w konstytucji usuwające z niej elementy komunistyczne.
  - W NRD został zmuszony do złożenia dymisji wieloletni I sekretarz Socjalistycznej Partii Jedności Niemiec (SED) Erich Honecker.
- 1990 – 30 górników zginęło, a 9 zostało rannych w wybuchu metanu oraz pożarze w kopalni węgla kamiennego „Barbora” w Karwinie w Czechach.
- 1991:
  - 8 byłych republik radzieckich podpisało Układ o Wspólnocie Gospodarczej.
  - Azerbejdżan ogłosił niepodległość (od ZSRR).
  - Zmarły w 1943 roku w syberyjskim łagrze Eugeniusz Bodo został zrehabilitowany przez rosyjskie władze.
  - ZSRR i Izrael wznowiły zerwane w 1967 roku stosunki dyplomatyczne.
- 1999 – W związku z przejęciem władzy przez wojsko Pakistan został zawieszony w prawach członka Commonwealthu.
- 2000 – USA złagodziły embargo wobec Kuby, zezwalając na eksport żywności i lekarstw.
- 2003 – Wystartował kanał telewizyjny Biełaruś-2.
- 2007 – Była premier Pakistanu Benazir Bhutto wróciła do kraju po 8 latach wygnania. Tego samego dnia w podwójnym zamachu bombowym na jej konwój zginęło co najmniej 130 osób.
- 2009:
  - Brytyjski kierowca Jenson Button i zespół Brawn GP zdobyli tytuły mistrzów świata Formuły 1.
  - W Budapeszcie odsłonięto pierwszy na Węgrzech pomnik królowej Polski św. Jadwigi Andegaweńskiej.
- 2011:
  - Garry Conille został premierem Haiti.
  - Porwany 5 lat wcześniej przez Palestyńczyków izraelski żołnierz Gilad Szalit został uwolniony w zamian za wypuszczenie z izraelskich więzień 1027 Palestyńczyków, m.in. członków Hamasu.
- 2020:
  - Luis Arce wygrał w pierwszej turze wybory prezydenckie w Boliwii.
  - Urzędujący premier Ersin Tatar wygrał w drugiej turze wybory prezydenckie na Cyprze Północnym.

## Eksploracja kosmosu
- 1962 – Została wystrzelona amerykańska sonda księżycowa Ranger 5.
- 1963 – Z terenu algierskiej Sahary wystrzelono francuską rakietę Véronique AGI 47 z kotką Félicette na pokładzie – pierwszym i jedynym do tej pory kotem domowym, który odbył udany lot kosmiczny.
- 1967 – Radziecka sonda Wenera 4 wylądowała na Wenus.
- 1969 – Zakończyła się załogowa misja kosmiczna Sojuz 8.
- 1989 – Została wystrzelona amerykańska sonda kosmiczna Galileo, przeznaczona do badań Jowisza, jego księżyców i pierścieni.
- 1993 – Rozpoczęła się misja STS-58 wahadłowca Columbia.
- 2003 – Rozpoczęła się załogowa misja kosmiczna Sojuz TMA-3 na Międzynarodową Stację Kosmiczną (ISS).

## Urodzili się
- 1127 – Go-Shirakawa, cesarz Japonii (zm. 1192)
- 1130 – Zhu Xi, chiński filozof (zm. 1200)
- 1405 – Pius II, papież (zm. 1464)
- 1523 – Anna Jagiellonka, królowa Polski (zm. 1596)
- 1547 – Justus Lipsius, flamandzki filozof, filolog klasyczny, historyk (zm. 1606)
- 1569 – Giambattista Marino, włoski poeta (zm. 1625)
- 1585 – Heinrich Schütz, niemiecki kompozytor, organista (zm. 1672)
- 1593 – Karol Fryderyk Podiebradowicz, książę ziębicki i oleśnicki (zm. 1647)
- 1594 – Łukasz Alonso Gorda, hiszpański dominikanin, misjonarz, męczennik, święty (zm. 1633)
- 1595 – Lucas van Uden, flamandzki malarz (zm. 1672)
- 1609 – Josias Rantzau, francuski dowódca wojskowy, marszałek Francji pochodzenia duńskiego (zm. 1650)
- 1616 – Nicholas Culpeper, angielski botanik, lekarz, astrolog (zm. 1654)
- 1634 – Luca Giordano, włoski malarz, rysownik (zm. 1705)
- 1663 – Eugeniusz Sabaudzki, książę Sabaudii, namiestnik Niderlandów Austriackich (zm. 1736)
- 1665 – Otto Magnus von Dönhoff, pruski arystokrata, dyplomata, wojskowy (zm. 1717)
- 1668 – Jan Jerzy IV Wettyn, elektor Saksonii (zm. 1694)
- 1671 – Fryderyk IV, książę Szlezwiku-Gottorp (zm. 1702)
- 1673 – Maria Teresa Sobieska, królewna polska (zm. 1675)
- 1674 – Beau Nash, brytyjski dandys (zm. 1762)
- 1680 – Jan Fryderyk Sapieha, kanclerz wielki litewski (zm. 1751)
- 1694 – René Louis de Voyer de Paulmy d’Argenson, francuski polityk, myśliciel polityczny (zm. 1757l
- 1697 – Luigi Maria Torregiani, włoski kardynał (zm. 1777)
- 1701 – Charles le Beau, francuski historyk, wykładowca akademicki (zm. 1778)
- 1703 – Benedetto Veterani, włoski kardynał (zm. 1776)
- 1706 – Baldassare Galuppi, włoski kompozytor (zm. 1785)
- 1728 – Peter Friderik Suhm, duński historyk, bibliofil (zm. 1798)
- 1730 – Kazimierz Adam Naruszewicz, polski jezuita, pedagog (zm. 1803)
- 1731 – John Dunning, brytyjski prawnik, polityk (zm. 1783)
- 1736 – Alexandre Angélique de Talleyrand-Périgord, francuski duchowny katolicki, arcybiskup Reims, kardynał (zm. 1821)
- 1741 – Pierre Choderlos de Laclos, francuski generał, inżynier wojskowy, pisarz (zm. 1803)
- 1744 – Siergiej Wiazmitinow, rosyjski hrabia, generał piechoty, działacz państwowy (zm. 1819)
- 1751 – Ludwik Franciszek Rigot, francuski męczennik, błogosławiony (zm. 1792)
- 1759 – Ferdynand Dąbrowa-Ciechanowski, polski duchowny greckokatolicki, unicki biskup chełmski, polityk (zm. 1828)
- 1777 – Heinrich von Kleist, niemiecki pisarz (zm. 1811)
- 1785 – Thomas Love Peacock, brytyjski poeta, eseista, satyryk (zm. 1866)
- 1789 – Giovanni Tadolini, włoski kompozytor (zm. 1872)
- 1792:
  - Lucas Alamán, meksykański polityk, historyk (zm. 1853)
  - Jakub Lewiński, polski generał, uczestnik powstania listopadowego (zm. 1867)
- 1794 – John Bede Polding, brytyjski duchowny katolicki, arcybiskup Sydney (zm. 1877)
- 1799 – Christian Schönbein, niemiecki chemik (zm. 1868)
- 1801 – Justo José de Urquiza, argentyński generał, polityk, prezydent Argentyny (zm. 1870)
- 1802 – Joseph Russegger, austriacki geolog, podróżnik (zm. 1863)
- 1803 – Bernardino Trionfetti, włoski duchowny katolicki, biskup diecezji Terracina, Priverno i Sezze, kustosz Ziemi Świętej, generał zakonu franciszkanów (zm. 1884)
- 1804 – Mongkut, król Syjamu (zm. 1868)
- 1824:
  - Leopold Moczygemba, polski franciszkanin konwentualny (zm. 1891)
  - Juan Valera, hiszpański pisarz, krytyk literacki (zm. 1905)
- 1825 – John George Dodson, brytyjski polityk (zm. 1897)
- 1826 – Stanisław Motty, polski prawnik, polityk (zm. 1900)
- 1827 – Anton Biermer, niemiecki lekarz (zm. 1892)
- 1831:
  - Frederic Harrison, brytyjski prawnik, historyk (zm. 1923)
  - Fryderyk III Hohenzollern, król Prus, cesarz Niemiec (zm. 1888)
- 1832 – Jan Neel, francuski misjonarz, męczennik, święty (zm. 1862)
- 1835 – Bolesław Limanowski, polski historyk, socjolog, działacz socjalistyczny i niepodległościowy, zesłaniec, polityk, senator RP (zm. 1935)
- 1838:
  - Emil von Förster, austriacki architekt (zm. 1909)
  - Ksawery Liske, polski historyk, wykładowca akademicki (zm. 1891)
- 1839:
  - Thomas Brackett Reed, amerykański polityk (zm. 1902)
  - Cyrus Teed, amerykański alchemik, przywódca religijny (zm. 1908)
- 1840:
  - Aleksiej Charłamow, rosyjski malarz (zm. 1925)
  - Łukasz Alfred Fuchs, polski nauczyciel (zm. 1916)
- 1844:
  - Michał Rybiński, polski przyrodnik, entomolog, muzealnik (zm. 1905)
  - Harvey Washington Wiley, amerykański chemik (zm. 1930)
- 1845 – Julian Niedźwiedzki, polsko-ukraiński mineralog, geolog (zm. 1918)
- 1847:
  - Henry Osborne Havemeyer, amerykański przemysłowiec, kolekcjoner dzieł sztuki (zm. 1907)
  - Adam Bruno Wikszemski, polski lekarz, anatom, pionier zapisu fonograficznego (zm. 1890)
- 1848 – Gregor McGregor, australijski związkowiec, polityk pochodzenia szkockiego (zm. 1914)
- 1850:
  - Lewin Louis Aronsohn, niemiecko-polski bankier, polityk, samorządowiec pochodzenia żydowskiego (zm. 1928)
  - Basil Hall Chamberlain, brytyjski japonista, pisarz (zm. 1935)
  - Pablo Iglesias, hiszpański polityk, marksista (zm. 1925)
- 1852 – Adam Wolański, polski ziemianin, numizmatyk (zm. 1933)
- 1854 – Salomon August Andrée, szwedzki inżynier, fizyk, aeronauta, badacz polarny (zm. 1897)
- 1856:
  - James B. Frazier, amerykański polityk, senator (zm. 1937)
  - Jovan Žujović, serbski geolog, mineralog, paleontolog, wykładowca akademicki, polityk (zm. 1936)
- 1858 – Nándor Filarszky, węgierski botanik, wykładowca akademicki (zm. 1941)
- 1859 – Henri Bergson, francuski pisarz, filozof, laureat Nagrody Nobla (zm. 1941)
- 1862 – Henry Leaf, brytyjski zawodnik racketsa (zm. 1931)
- 1863 – Stefan Tobiasz Aszkenaze, polski adwokat, polityk pochodzenia żydowskiego (zm. 1920)
- 1865:
  - Arthur Griffith-Boscawen, brytyjski polityk (zm. 1946)
  - Karl Eugen Neumann, austriacki pisarz, tłumacz (zm. 1915)
- 1866 – Leonard Stahl, polski urzędnik, wiceprezydent Lwowa (zm. 1929)
- 1867:
  - Stanislaus Cauer, niemiecki rzeźbiarz (zm. 1943)
  - Eugénio Tavares, kabowerdyjski poeta (zm. 1930)
- 1870 – Josiah Ritchie, brytyjski tenisista (zm. 1955)
- 1871 – Dun Karm Psaila, maltański duchowny katolicki, poeta (zm. 1961)
- 1872:
  - Michaił Kuzmin, rosyjski pisarz, krytyk literacki, kompozytor (zm. 1936)
  - Stanisław Smreczyński (senior), polski entomolog, pedagog (zm. 1954)
- 1873 – Ivanoe Bonomi, włoski polityk, premier Włoch (zm. 1951)
- 1874 – Jozef Gregor Tajovský, słowacki prozaik, dramaturg, redaktor, nauczyciel, polityk (zm. 1940)
- 1876 – Charles Van Den Bussche, belgijski żeglarz sportowy (zm. 1958)
- 1878 – James Harper-Orr, szkocki hokeista na trawie, krykiecista (zm. 1956)
- 1879 – Grzegorz Fitelberg, polski dyrygent, kompozytor, skrzypek, pedagog muzyczny żydowskiego pochodzenia (zm. 1953)
- 1880:
  - Vlastimil Tusar, czechosłowacki polityk, premier Czechosłowacji (zm. 1924)
  - Ze’ew Żabotyński, żydowski lider syjonistyczny, pisarz, dziennikarz (zm. 1940)
- 1881 – Max Gerson, niemiecki lekarz, naukowiec pochodzenia żydowskiego (zm. 1959)
- 1882 – Lucien Petit-Breton, francuski kolarz szosowy (zm. 1917)
- 1884:
  - Hugo Goetz, amerykański pływak (zm. 1972)
  - Jan Przybyła, polski pisarz, dziennikarz (zm. 1942)
  - Manny Shinwell, brytyjski polityk (zm. 1986)
- 1885:
  - Lawren Harris, kanadyjski malarz (zm. 1970)
  - Stanisław Rażniewski, polski inżynier górnik, działacz polityczny (zm. 1951)
- 1886:
  - Robert Andersson, szwedzki pływak, skoczek do wody, piłkarz wodny (zm. 1972)
  - Helena Boguszewska, polska pisarka (zm. 1978)
- 1888:
  - Edward Lipiński, polski ekonomista, działacz społeczny (zm. 1986)
  - Martin Rázus, słowacki pastor, bajkopisarz, prozaik, eseista, dramaturg, publicysta, polityk (zm. 1937)
- 1890 – Aage Frandsen, duński gimnastyk (zm. 1968)
- 1893:
  - Roy Del Ruth, amerykański reżyser filmowy (zm. 1961)
  - Adomas Galdikas, litewski malarz, grafik, scenograf (zm. 1969)
  - Sidney Holland, nowozelandzki polityk, premier Nowej Zelandii (zm. 1961)
  - Piotr Kałwa, polski duchowny katolicki, biskup lubelski (zm. 1974)
- 1894 – Tibor Déry, węgierski prozaik, poeta, dramaturg, eseista (zm. 1977)
- 1895 – Edmund Norwid-Kudło, polski kapitan pilot (zm. 1931)
- 1896 – Witold Mystkowski, polski legionista, samorządowiec, prezydent Włocławka (zm. 1939)
- 1898:
  - Henri Béhotéguy, francuski rugbysta (zm. 1975)
  - John Ditlev-Simonsen, norweski żeglarz sportowy (zm. 2001)
  - Piotr Jaźwiecki, polski samorządowiec, prezydent Torunia (zm. 1975)
  - Kazimierz Kubicz, polski żołnierz, kawaler Orderu Virtuti Militari (zm. 1943)
  - Lotte Lenya, austriacka aktorka, piosenkarka (zm. 1981)
- 1899:
  - Halina Iwańska, tancerka nowoczesna, pedagog tańca (zm. 1975)
  - Aleksandra Mieczkowska-Wichlińska, polska sanitariuszka, pielęgniarka, działaczka społeczna, uczestniczka powstania wielkopolskiego (zm. 1963)
- 1900:
  - Olga Didur-Wiktorowa, polska śpiewaczka operowa (mezzosopran) (zm. 1963)
  - Lamar Trotti, amerykański scenarzysta i producent filmowy (zm. 1952)
- 1901 – Tadeusz Laskowski, polski inżynier, wykładowca akademicki (zm. 1989)
- 1902:
  - René Araou, francuski rugbysta (zm. 1955)
  - Piotr Goworunienko, radziecki generał porucznik (zm. 1963)
  - Miriam Hopkins, amerykańska aktorka (zm. 1972)
  - Henryk Ładosz, polski aktor, recytator (zm. 1979)
  - Helena Markowicz, polska działaczka komunistyczna (zm. 1985)
- 1903 – Lina Radke, niemiecka lekkoatletka, biegaczka średniodystansowa (zm. 1983)
- 1904:
  - Czesław Centkiewicz, polski pisarz, reportażysta, podróżnik (zm. 1996)
  - Foma Triebin, radziecki inżynier, naukowiec, dyplomata (zm. 1971)
- 1905:
  - Aladár Bitskey, węgierski pływak (zm. 1991)
  - Félix Houphouët-Boigny, iworyjski polityk, pierwszy prezydent Wybrzeża Kości Słoniowej (zm. 1993)
- 1906 – Stanisław Podlewski, polski pisarz, żołnierz AK, uczestnik powstania warszawskiego (zm. 1979)
- 1907:
  - Enrico Forcella, wenezuelski strzelec sportowy (zm. 1989)
  - Adriaan Maas, holenderski żeglarz sportowy (zm. 1996)
  - Mihail Sebastian, rumuński dramaturg, prozaik pochodzenia żydowskiego (zm. 1945)
- 1908:
  - Nikołaj Kamanin, radziecki generał pułkownik lotnictwa (zm. 1982)
  - Franciszek Pitułko, polski komandor porucznik (zm. 1978)
- 1909 – Norberto Bobbio, włoski prawnik, filozof (zm. 2004)
- 1910:
  - Stanisław Berezowski, polski geograf (zm. 1986)
  - Zbigniew Folejewski, polski historyk literatury, slawista (zm. 1999)
- 1911 – Julijonas Steponavičius, litewski duchowny katolicki, arcybiskup wileński (zm. 1991)
- 1912:
  - Stanisław Gajewski, polski urzędnik państwowy, dyplomata (zm. 1995)
  - Aurelio Sabattani, włoski kardynał (zm. 2003)
  - Siergiej Zwieriew, radziecki polityk (zm. 1978)
- 1913 – Zdzisław Nardelli, polski reżyser radiowy (zm. 2006)
- 1914 – Ewald Dytko, polski piłkarz (zm. 1993)
- 1915:
  - Karl Huber, szwajcarski polityk, kanclerz federalny (zm. 2002)
  - Grande Otelo, brazylijski aktor, komik, kompozytor, piosenkarz (zm. 1993)
- 1916:
  - Anthony Dawson, szkocki aktor (zm. 1992)
  - Jan Pociej, polski matematyk, statystyk (zm. 2005)
  - Károly Simonyi, węgierski fizyk (zm. 2001)
- 1917:
  - Leon Hirsz, polski kleryk katolicki, Sługa Boży (zm. 1941)
  - Szams Pahlawi, irańska księżniczka (zm. 1996)
  - Bolesław Taborski, polski duchowny katolicki, biskup pomocniczy przemyski (zm. 2004)
- 1918:
  - Konstandinos Mitsotakis, grecki polityk, premier Grecji (zm. 2017)
  - Erik Nylén, szwedzki archeolog (zm. 2017)
- 1919:
  - Suzanne Bachelard, francuska filozof, wykładowczyni akademicka (zm. 2007)
  - Jerzy Hordyński, polski poeta, publicysta (zm. 1998)
  - Anita O’Day, amerykańska wokalistka jazzowa (zm. 2006)
  - Pierre Trudeau, kanadyjski polityk, premier Kanady (zm. 2000)
  - Brunon Zwarra, polski pisarz (zm. 2018)
- 1920:
  - Melina Mercouri, grecka aktorka, piosenkarka, polityk (zm. 1994)
  - Ulf Palme, szwedzki aktor, reżyser i scenarzysta filmowy, pisarz (zm. 1993)
- 1921:
  - Marian Cieślak, polski prawnik (zm. 2010)
  - Jesse Helms, amerykański polityk, senator (zm. 2008)
  - Jan Młynarek, polski kat (zm. 1990)
  - Józef Strumiński, polski aktor (zm. 1997)
- 1922:
  - Helena Dąbska, polska dziennikarka, pedagog, polityk, poseł na Sejm PRL (zm. 2004)
  - Zofia Romanowiczowa, polska pisarka, tłumaczka (zm. 2010)
  - Olgierd Terlecki, polski pisarz, historyk (zm. 1986)
- 1923:
  - Paulo Amaral, brazylijski piłkarz, trener (zm. 2008)
  - Eliezer Grynfeld, polski kaletnik, handlowiec pochodzenia żydowskiego (zm. 2020)
  - Kazimierz Mucha, polski reżyser, scenarzysta i operator filmowy (zm. 2006)
  - Ewelina Pęksowa, polska malarka na szkle (zm. 2015)
  - Antonio Troyo Calderón, kostarykański duchowny katolicki, biskup pomocniczy San José de Costa Rica (zm. 2015)
- 1924:
  - Tomasz Gluziński, polski poeta, narciarz, żołnierz AK (zm. 1986)
  - Edmund Kajdasz, polski kompozytor, dyrygent chórów (zm. 2009)
  - Igino Rizzi, włoski skoczek narciarski (zm. 2015)
- 1925:
  - Ramiz Alia, albański polityk, prezydent Albanii (zm. 2011)
  - Zdeněk Salzmann, czeski językoznawca, antropolog kulturowy, folklorysta, literaturoznawca (zm. 2021)
- 1926:
  - Chuck Berry, amerykański muzyk, kompozytor, wokalista, gitarzysta (zm. 2017)
  - Yoram Gross, australijski twórca filmów animowanych (zm. 2015)
  - Alicja Kiepurska-Branicka, polska lekarka, ortopeda (zm. 2009)
  - Klaus Kinski, niemiecki aktor (zm. 1991)
- 1927:
  - Zdzisław Marchwicki, polski seryjny morderca (zm. 1977)
  - George C. Scott, amerykański aktor (zm. 1999)
- 1928:
  - Hulda Regehr Clark, amerykańska naturopatka (zm. 2009)
  - Marcus Kimball, brytyjski polityk (zm. 2014)
  - Ernest Simoni, albański kardynał
- 1929:
  - Violeta Chamorro, nikaraguańska dziennikarka, wydawczyni, polityk, prezydent Nikaragui (zm. 2025)
  - Svatopluk Matyáš, czeski aktor (zm. 2020)
- 1930:
  - Frank Carlucci, amerykański polityk, dyplomata, funkcjonariusz wywiadu (zm. 2018)
  - Hubert Coppenrath, polinezyjski duchowny katolicki, arcybiskup Papeete (zm. 2022)
  - Michel Drach, francuski reżyser filmowy (zm. 1990)
- 1931:
  - Ien Dales, holenderska działaczka samorządowa, polityk (zm. 1994)
  - Bogusław Jasiński, polski ekonomista, wykładowca akademicki (zm. 2009)
  - John Warwick Montgomery, amerykański prawnik, publicysta, teolog i duchowny luterański (zm. 2024)
  - Viorel Morariu, rumuński rugbysta, trener, działacz sportowy (zm. 2017)
- 1932:
  - Iona Campagnolo, kanadyjska polityk, minister ds. sportu amatorskiego i kultury fizycznej (zm. 2024)
  - Vytautas Landsbergis, litewski muzykolog, polityk, głowa państwa litewskiego
  - Leopold Rutowicz, polski ekonomista, polityk, eurodeputowany
- 1933:
  - Igor Achriemczik, rosyjski wioślarz (zm. 1990)
  - Ludovico Scarfiotti, włoski kierowca wyścigowy (zm. 1968)
  - André Soulier, francuski prawnik, samorządowiec, polityk
- 1934:
  - Kir Bułyczow, rosyjski pisarz science fiction (zm. 2003)
  - Inger Stevens, szwedzka aktorka (zm. 1970)
  - Konrad Strzelewicz, polski pisarz (zm. 2014)
- 1935:
  - Peter Boyle, amerykański aktor filmowy i telewizyjny (zm. 2006)
  - Mambou Aimée Gnali, kongijska polityczka
  - Viola Fischerová, czeska poetka, pisarka, tłumaczka (zm. 2010)
- 1936:
  - Janusz Jaworski, polski architekt (zm. 2016)
  - Jaime Ortega, kubański duchowny katolicki, arcybiskup San Cristobal de la Habana, kardynał (zm. 2019)
- 1937:
  - Catarina Ligendza, szwedzka śpiewaczka operowa (sopran)
  - Wołodymyr Łukjanenko, radziecki polityk
  - Günther Seiffert, niemiecki kierowca wyścigowy (zm. 2020)
- 1938:
  - Walter Edyvean, amerykański duchowny katolicki, biskup pomocniczy Bostonu (zm. 2019)
  - Tadeusz Kwinta, polski aktor, prezenter telewizyjny
  - Guy Roux, francuski piłkarz, trener
  - Dawn Wells, amerykańska aktorka (zm. 2020)
- 1939:
  - Mieczysław Bareja, polski prawnik, samorządowiec, prezydent Warszawy (zm. 2003)
  - Josef Černý, czeski hokeista, trener (zm. 2025)
  - Flavio Cotti, szwajcarski polityk, minister spraw wewnętrznych i spraw zagranicznych, prezydent Szwajcarii (zm. 2020)
  - Lee Harvey Oswald, amerykański zamachowiec (zm. 1963)
- 1940:
  - Anna Krystyna Cendrier, polska architekt (zm. 2012)
  - Carl von Essen, szwedzki szpadzista (zm. 2021)
  - Uzzi Ewen, izraelski naukowiec, polityk
  - Győző Kulcsár, węgierski szpadzista (zm. 2018)
  - Cynthia Weil, amerykańska autorka tekstów piosenek (zm. 2023)
- 1941:
  - Billy Cox, amerykański muzyk, członek zespołów: Band of Gypsys, The Jimi Hendrix Experience i Gypsy Sun and Rainbows
  - Enrique Gorriarán Merlo, argentyński rewolucjonista, terrorysta (zm. 2006)
- 1942:
  - Gianfranco Ravasi, włoski kardynał
  - Jean Khamsé Vithavong, laotański duchowny katolicki, wikariusz apostolski Wientianu (zm. 2024)
- 1943:
  - Andrej Bajuk, słoweński polityk, premier Słowenii (zm. 2011)
  - Edison James, dominicki polityk, premier Dominiki
- 1944:
  - Stephen Athipozhiyil, indyjski duchowny katolicki, biskup Alleppey (zm. 2022)
  - Cecil Jones Attuquayefio, ghański piłkarz, trener (zm. 2015)
  - Nelson Freire, brazylijski pianista (zm. 2021)
- 1945:
  - Huell Howser, amerykański aktor, komik, muzyk (zm. 2013)
  - Stanisław Pieniak, polski reżyser, scenarzysta i montażysta filmów dokumentalnych
  - Chris Shays, amerykański polityk
- 1946:
  - Alfredo, brazylijski piłkarz (zm. 2025)
  - James Robert Baker, amerykański pisarz (zm. 1997)
  - Barry Gifford, amerykański prozaik, poeta, scenarzysta filmowy
  - Sandra Pasternak, polska piosenkarka (zm. 2018)
  - Howard Shore, kanadyjski kompozytor muzyki filmowej, dyrygent
- 1947:
  - Stefan Aładżow, bułgarski piłkarz
  - Job Cohen, holenderski prawnik, polityk
  - Regina Höfer, niemiecka lekkoatletka, sprinterka
  - John Johnson, amerykański koszykarz (zm. 2016)
  - Joe Morton, amerykański aktor
  - Oscar Julio Vian Morales, gwatemalski duchowny katolicki, arcybiskup metropolita Gwatemali (zm. 2018)
  - Helge Vonsyld, duński piłkarz
- 1948:
  - Barbara Klose, polska piłkarka ręczna
  - MaLou Lindholm, szwedzka dziennikarka, polityk
- 1949:
  - Łukasz Abgarowicz, polski samorządowiec, polityk, poseł na Sejm RP pochodzenia ormiańskiego
  - Lech Dymarski, polski działacz opozycji antykomunistycznej, poeta, samorządowiec
  - Genowefa Ferenc, polska polityk, senator RP
  - George Hendrick, amerykański baseballista
  - José Manuel Lorca Planes, hiszpański duchowny katolicki, biskup Kartageny
  - Zdzisław Podkański, polski polityk, minister kultury i sztuki, poseł na Sejm RP, eurodeputowany (zm. 2022)
  - Grzegorz Przyborek, polski fotografik
  - Erwin Sellering, niemiecki prawnik, polityk
- 1950:
  - Balázs Bábel, węgierski duchowny katolicki, arcybiskup Kalocsa-Kecskemét
  - Marek Kondrat, polski aktor, lektor, piosenkarz, reżyser, scenarzysta, przedsiębiorca
  - Odile Leperre-Verrier, francuska polityk, eurodeputowana
  - Józef Maroszek, polski historyk, wykładowca akademicki (zm. 2024)
  - Alec McLean, nowozelandzki wioślarz
  - Om Puri, indyjski aktor (zm. 2017)
  - Wendy Wasserstein, amerykańska dramatopisarka pochodzenia żydowskiego (zm. 2006)
  - Thomas Wenski, amerykański duchowny katolicki pochodzenia polskiego, arcybiskup metropolita Miami
- 1951: 
  - Antônio Carlos Altieri, brazylijski duchowny katolicki, arcybiskup Passo Fundo
  - Terry McMillan, amerykańska pisarka
  - Jerzy Zawiślan, polski piłkarz (zm. 2005)
- 1952:
  - Haja Raszid Al Chalifa, bahrajńska dyplomatka
  - Maria Damanaki, grecka inżynier, polityk, eurokomisarz
  - Chuck Lorre, amerykański kompozytor, reżyser, scenarzysta i producent filmowy pochodzenia żydowskiego
  - Antoni Ryniecki, polski biotechnolog i technolog żywności
  - Józef Wróbel, polski duchowny katolicki, biskup helsiński, biskup pomocniczy lubelski
- 1953:
  - Vincent Barwa, indyjski duchowny katolicki, biskup Simdegi
  - Nikoła Dinew, bułgarski zapaśnik (zm. 2019)
  - Loes Luca, holenderska aktorka, komik, piosenkarka
  - Georgi Rajkow, bułgarski zapaśnik (zm. 2006)
- 1954:
  - Liz Burch, australijska aktorka
  - John Du, filipiński duchowny katolicki, arcybiskup Palo
  - Stanisław Macikowski, polski rolnik, polityk, poseł na Sejm PRL
  - Matthias Müller, niemiecki piłkarz
  - Leszek Myczka, polski dziennikarz, publicysta, dokumentalista
  - Bob Weinstein, amerykański producent filmowy pochodzenia żydowskiego
- 1955:
  - Plínio José Luz da Silva, brazylijski duchowny katolicki, biskup Picos
  - Ewa Olszewska, polska polityk, działaczka samorządowa, marszałek województwa opolskiego
  - Vitold Rek, polski kontrabasista, kompozytor, pedagog
  - Jean-Marc Savelli, francuski pianista
  - Rita Verdonk, holenderska polityk
- 1956:
  - Martina Navrátilová, amerykańska tenisistka pochodzenia czeskiego
  - Payao Poontarat, tajski bokser (zm. 2006)
  - Jim Talent, amerykański polityk, senator
- 1957:
  - Francisco Cerro Chaves, hiszpański duchowny katolicki, biskup Coria-Cáceres
  - Jon Lindstrom, amerykański aktor, reżyser, scenarzysta i producent filmowy
  - Precious Wilson, jamajska piosenkarka
- 1958:
  - Harold Haenel, amerykański żeglarz sportowy
  - Thomas Hearns, amerykański bokser
  - Andrei Ianko, rumuński zapaśnik
  - Krzysztof Kochański, polski pisarz science fiction i fantasy
  - Julio Olarticoechea, argentyński piłkarz
  - Andrzej Ozga, polski aktor, piosenkarz, satyryk
  - Predrag Pašić, bośniacki piłkarz
- 1959:
  - Ernesto Canto, meksykański lekkoatleta, chodziarz (zm. 2020)
  - Kirby Chambliss, amerykański pilot akrobacyjny
  - Mauricio Funes, salwadorski dziennikarz, polityk, prezydent Salwadoru (zm. 2025)
  - Tatjana Kołpakowa, kirgiska lekkoatletka, skoczkini w dal
  - Miłczo Manczewski, macedoński reżyser i scenarzysta filmowy i telewizyjny
- 1960:
  - Craig C. Mello, amerykański biochemik, laureat Nagrody Nobla
  - Erin Moran, amerykańska aktorka (zm. 2017)
  - John Schwartzman, amerykański operator filmowy
  - Yoon Suk-yeol, południowokoreański polityk, prezydent Republiki Korei
  - Mariusz Urbanek, polski pisarz, publicysta
  - Jean-Claude Van Damme, belgijski aktor, reżyser, scenarzysta i producent filmowy
- 1961:
  - Guram Adżojew, rosyjski piłkarz pochodzenia kurdyjskiego
  - Othmane Belfaa, algierski lekkoatleta, skoczek wzwyż
  - Wynton Marsalis, amerykański trębacz jazzowy, kompozytor
  - Siergiej Rachmanin, rosyjski pilot akrobacyjny
- 1962:
  - António Fernandes, portugalski szachista
  - Young Kim, amerykańska polityk, kongreswoman
  - Ani Podimata, grecka dziennikarka, polityk, eurodeputowana
  - Víctor Manuel Ochoa, kolumbijski duchowny katolicki, biskup Cúcuty, ordynariusz polowy Kolumbii (zm. 2025)
  - Vincent Spano, amerykański aktor, reżyser i producent filmowy pochodzenia włoskiego
- 1963:
  - Ann Haesebrouck, belgijska wioślarka
  - Jolanta Piętek-Górecka, polska aktorka
  - Wiktar Sazonau, białoruski przedsiębiorca, dziennikarz, opozycjonista
- 1964:
  - Carlos Alfaro Moreno, argentyński piłkarz
  - Etsuko Inoue, japońska tenisistka
  - Dan Lilker, amerykański muzyk, kompozytor, wokalista, członek zespołu Nuclear Assault
  - Lourdes Robles, portorykańska piosenkarka, kompozytorka, aktorka
  - Charles Stross, brytyjski pisarz science fiction
- 1965:
  - Andrea Del Boca, argentyńska aktorka, piosenkarka
  - Mario de Marco, maltański polityk
  - Dave Silk, amerykański łyżwiarz szybki
  - Curtis Stigers, amerykański muzyk, autor tekstów, wokalista jazzowy
  - Gierman Titow, rosyjski hokeista, trener
- 1966:
  - Pascal Chang-Soi, polinezyjski duchowny katolicki, biskup Taiohae o Tefenuaenata
  - Amadeusz Majerczyk, polski perkusista, członek zespołów Tie Break i Young Power
  - Pedro Rodríguez, ekwadorski kolarz szosowy
  - Angela Visser, holenderska modelka, zwyciężczyni konkursu Miss Universe
- 1967:
  - Ólafur Adolfsson, islandzki piłkarz
  - Tony Daley, angielski piłkarz
  - Matjaž Florijančič, słoweński piłkarz
  - Hunor Kelemen, rumuński polityk, publicysta pochodzenia węgierskiego
  - Ołeksandr Nikiforow, ukraiński piłkarz
- 1968:
  - Lisa Chappell, nowozelandzka aktorka, piosenkarka
  - Jacek Krzyżaniak, polski żużlowiec
  - Michael Stich, niemiecki tenisista
  - Wioletta Uryga, polska lekkoatletka, biegaczka długodystansowa
  - Marcel Witeczek, niemiecki piłkarz pochodzenia polskiego
- 1969:
  - Anthony Avent, amerykański koszykarz
  - Olegário Benquerença, portugalski sędzia piłkarski
  - Marco Hofschneider, niemiecki aktor
  - Sławomir Kiełbus, polski rysownik komiksów, ilustrator
  - Nelson Vivas, argentyński piłkarz
- 1970:
  - Alex Barros, brazylijski motocyklista wyścigowy
  - Mike Mitchell, amerykański aktor, animator, reżyser i scenarzysta filmowy
- 1971:
  - Grzegorz Bała, polski piłkarz, trener
  - Andrea Češková, czeska prawnik, polityk, eurodeputowana
  - Cody Crocker, australijski kierowca rajdowy
  - Pavel Drobil, czeski polityk, przedsiębiorca, samorządowiec, polityk, minister środowiska
  - Piotr Jawny, polski piłkarz, trener
  - Jürgen Kramny, niemiecki piłkarz, trener
  - Bazyli (Kułakow), rosyjski biskup prawosławny
  - John Speraw, amerykański trener siatkarski
  - Tony Thompson, amerykański bokser
  - Líber Vespa, urugwajski piłkarz (zm. 2018)
  - Jan Wagner, niemiecki pisarz, tłumacz
  - Yoo Sang-chul, południowokoreański piłkarz (zm. 2021)
- 1972:
  - Helge Braun, niemiecki lekarz, polityk
  - Krzysztof Jaskułowski, polski historyk, socjolog
  - Katarzyna Klata, polska łuczniczka
  - Wojciech Kuczok, polski prozaik, poeta, scenarzysta i krytyk filmowy, speleolog
  - Karl Nehammer, austriacki polityk
  - Alex Tagliani, kanadyjski kierowca wyścigowy pochodzenia włoskiego
  - Andrzej Zalewski, polski informatyk
- 1973:
  - Siergiej Biezrukow, rosyjski aktor
  - Andżelika Borys, polska nauczycielka na Białorusi
  - Laurent Foirest, francuski koszykarz
  - Michalis Kapsis, grecki piłkarz
  - Adam Klocek, polski kompozytor, dyrygent, pedagog
  - Kenzō Nakamura, japoński judoka
  - Petr Vlček, czeski piłkarz
  - Sarah Winckless, brytyjska wioślarka
- 1974:
  - Wioletta Białk, polska aktorka, śpiewaczka
  - Veronica Brenner, kanadyjska narciarka dowolna
  - Paul Palmer, brytyjski pływak
  - Robbie Savage, walijski piłkarz
  - Yukmouth, amerykański raper
- 1975:
  - Baby Bash, amerykański raper
  - Amanda D'Rozario, australijska zapaśniczka
  - Kunal Kapoor, indyjski aktor
  - Kong Linghui, chiński tenisista stołowy
  - Tobias Oertel, niemiecki aktor
  - Adrian Parzyszek, polski hokeista
  - Nic Pizzolatto, amerykański pisarz, scenarzysta i producent filmowy pochodzenia włoskiego
- 1976:
  - Djima Oyawolé, togijski piłkarz
  - Maria Prytz, szwedzka curlerka
  - Dobromir Sośnierz, polski informatyk, polityk, eurodeputowany, poseł na Sejm RP
  - Eric Taylor, amerykański koszykarz, trener
- 1977:
  - Jeff Clarke, kanadyjski piłkarz
  - Dr Yry, polski wokalista, muzyk, kompozytor, aktor
  - Terrell McIntyre, amerykański koszykarz
  - Ryan Nelsen, nowozelandzki piłkarz
  - Emanuel Ortega, argentyński piosenkarz, aktor
  - Paul Stalteri, kanadyjski piłkarz pochodzenia włosko-gujańskiego
  - Amy Tong, amerykańska judoczka
  - Paweł Zagumny, polski siatkarz
- 1978:
  - Marcus Coloma, amerykański aktor, muzyk pochodzenia włosko-hawajskiego
  - Wesley Jonathan, amerykański aktor
  - Dağhan Külegeç, turecki aktor, model
  - Kotomi Kyōno, japońska aktorka, piosenkarka
  - Olivia Lewis, maltańska piosenkarka
- 1979:
  - Jurij Baraszian, ukraiński bokser
  - Jaroslav Drobný, czeski piłkarz, bramkarz
  - Sawa (Fryziuk), ukraiński biskup prawosławny
  - David Kopřiva, czeski wioślarz
  - Camel Meriem, francuski piłkarz pochodzenia algierskiego
  - Ne-Yo, amerykański piosenkarz, autor tekstów, tancerz, aktor
  - ʻAna Poʻuhila, tongijska lekkoatletka, miotaczka
  - Yao Mawuko Sènaya, togijski piłkarz
  - Alex Sirvent, meksykański aktor, piosenkarz, kompozytor, autor tekstów
- 1980:
  - Nerijus Astrauskas, litewski piłkarz
  - Johan Charpilienne, francuski kierowca wyścigowy
  - Markus Eigentler, austriacki skoczek narciarski
  - Diana Florea, rumuńska lekkoatletka, tyczkarka
  - Charles Livingstone Mbabazi, ugandyjski piłkarz
  - Maciej Miłosz, polski prawnik, sędzia Trybunału Stanu, członek PKW
  - Emilia Pietruch, polska lekkoatletka, młociarka
- 1981:
  - Lukas Grüner, austriacki snowboardzista
  - Nathan Hauritz, australijski krykiecista
  - Tina Hergold, słoweńska tenisistka
  - Tika Pacacia, gruzińska piosenkarka, modelka
  - Marc Vogel, szwajcarski skoczek narciarski
- 1982:
  - Thierry Amiel, francuski piosenkarz
  - Marta Kisiel, polska pisarka fantasy
  - Switłana Łoboda, ukraińska piosenkarka
  - Magdalena Turczeniewicz, polska aktorka
  - Maksim Wylegżanin, rosyjski biegacz narciarski
- 1983:
  - Dante, brazylijski piłkarz
  - Émilie Gomis, francuska koszykarka pochodzenia senegalskiego
  - Chris Jespersen, norweski biegacz narciarski
  - Aiko Satō, japońska judoczka
- 1984:
  - Jakub Gottwald, czeski aktor
  - Robert Harting, niemiecki lekkoatleta, dyskobol
  - Anna McNuff, brytyjska wioślarka
  - Freida Pinto, indyjska modelka, aktorka
  - José Arturo Rivas, meksykański piłkarz
  - Milena Sadurek, polska siatkarka
  - Esperanza Spalding, amerykańska wokalistka i kontrabasistka jazzowa
  - Annekatrin Thiele, niemiecka wioślarka
  - Jennifer Ulrich, niemiecka aktorka
  - Lindsey Vonn, amerykańska narciarka alpejska
  - Milo Yiannopoulos, brytyjski komentator polityczny, wydawca, dziennikarz, bloger pochodzenia grecko-żydowskiego
- 1985:
  - Yoenis Céspedes, kubański baseballista
  - Dmitrij Chomicewicz, rosyjski zawodnik ice speedwaya
  - Anita Dimitriu, cypryjska działaczka samorządowa, polityk
  - Tiago Machado, portugalski kolarz szosowy
  - Nemanja Radulović, serbski skrzypek
  - Dragan Stanković, serbski piłkarz
  - Dmitrij Worobjow, rosyjski hokeista
  - Petyr Zanew, bułgarski piłkarz
- 1986:
  - Leanny Castañeda Simón, kubańska siatkarka
  - Aline Ferreira, brazylijska zapaśniczka
  - Petar Jelić, bośniacki piłkarz
  - Lukas Jorkas, cypryjski piosenkarz
  - Krzysztof Szczucki, polski prawnik, urzędnik państwowy
- 1987:
  - Zac Efron, amerykański aktor, piosenkarz
  - Freja Beha Erichsen, duńska modelka
  - Ołesia Powch, ukraińska lekkoatletka, sprinterka
  - Ana Paula Rodrigues, brazylijska piłkarka ręczna
  - Maciej Rutkowski, polski szachista
- 1988:
  - Efe Ambrose, nigeryjski piłkarz
  - Mads Glæsner, duński pływak
  - Marie-Pier Préfontaine, kanadyjska narciarka alpejska
  - Andrej Staś, białoruski hokeista
- 1989:
  - Yousuf Butt, pakistański piłkarz
  - Leigh Howard, australijski kolarz torowy i szosowy
  - Mindaugas Kuzminskas, litewski koszykarz
  - Joy Lauren, amerykańska aktorka
  - Linda Sandblom, fińska lekkoatletka, skoczkini wzwyż
- 1990:
  - Ałan Chugajew, rosyjski zapaśnik
  - Brittney Griner, amerykańska koszykarka
  - Anna Huhta, szwedzka curlerka
  - Agnieszka Modelska, polska koszykarka
  - Daniel Opare, ghański piłkarz
  - Carrie Russell, jamajska lekkoatletka, sprinterka
  - Alma Valencia, meksykańska zapaśniczka
  - Zhang Lan, chińska zapaśniczka
- 1991:
  - Ibrahim Alma, syryjski piłkarz, bramkarz
  - Damjan Bohar, słoweński piłkarz
  - Tyler Posey, amerykański aktor, muzyk
  - Toby Regbo, brytyjski aktor
  - Heini Vatnsdal, farerski piłkarz
- 1992:
  - Eva Rupnik, słoweńska koszykarka
  - Imran Bunjaku, kosowski piłkarz
  - Rushell Clayton, jamajska lekkoatletka, płotkarka
  - Dawit Czakwetadze, rosyjski zapaśnik pochodzenia gruzińskiego
- 1993:
  - Alicia Barnett, brytyjska tenisistka
  - Ivan Cavaleiro, portugalski piłkarz pochodzenia angolskiego
  - Zarina Dijas, kazachska tenisistka
  - Anjuli Knäsche, niemiecka lekkoatletka, tyczkarka
- 1994:
  - Ksienija Wojszal, białoruska koszykarka
  - Axumawit Embaye, etiopska lekkoatletka, biegaczka średniodystansowa
  - John McGinn, szkocki piłkarz
- 1995:
  - Christian Bassogog, kameruński piłkarz
  - Jan Czuwara, polski piłkarz ręczny
  - Yui Ōhashi, japońska pływaczka
- 1996:
  - Antoine Bellier, szwajcarski tenisista
  - Anastasija Biednowa, rosyjska lekkoatletka, sprinterka
  - Dominika Dereń, polska piłkarka
  - Maxime Janvier, francuski tenisista
  - Terance Mann, amerykański koszykarz
  - Veronica Ugeh, nigeryjska lekkoatletka, trójskoczkini i oszczepniczka
  - Attilio Viviani, włoski kolarz szosowy i torowy
- 1997 – Mihail Titow, turkmeński piłkarz
- 1998:
  - Esat Mala, albański piłkarz
  - Julia Wróblewska, polska aktorka niezawodowa
- 1999
  - Berfu Cengiz, turecka tenisistka
  - Lirim Zendeli, niemiecko-albańsko-macedoński kierowca wyścigowy
- 2000 – Ramon Terrats, hiszpański piłkarz
- 2001 – Jan Kvěch, czeski żużlowiec
- 2002 – James McAtee, angielski piłkarz
- 2003 – Alejandro Balde, hiszpański piłkarz pochodzenia gwinejsko-dominikańskiego
- 2004:
  - Ibrahim Sesay, sierraleoński piłkarz, bramkarz
  - Ben Theron, południowoafrykański zapaśnik
- 2006 – Kimmy Repond, szwajcarska łyżwiarka figurowa

## Zmarli
- 31 – Lucjusz Eliusz Sejan, wódz rzymski, prefekt gwardii pretoriańskiej (ur. ?)
- 33 – Agrypina Starsza, żona Germanika (ok. 14 p.n.e.)
- 629 – Chlotar II, król Franków i Neustrii (ur. 584)
- 707 – Jan VII, papież (ur. ?)
- 950 – Al-Kahir, dziewiętnasty kalif z dynastii Abbasydów (ur. 899)
- 1035 – Sancho III Wielki, król Nawarry i hrabia Aragonii (ur. ok. 985)
- 1101 – Hugo de Vermandois, hrabia Vermandois i Valois (ur. 1057)
- 1141 – Leopold IV Szczodry, margrabia Austrii, książę Bawarii (ur. ok. 1108)
- 1166:
  - Henryk, książę sandomierski (ur. ok. 1130)
  - Mateusz, polski duchowny katolicki, biskup krakowski (ur. ?)
- 1177 – Oldrzych, książę hradecki i ołomuniecki (ur. 1134)
- 1216 – (lub 19 października) Jan bez Ziemi, król Anglii (ur. 1167)
- 1309 – Tettsū Gikai, japoński mistrz zen (ur. 1219)
- 1417 – Grzegorz XII, papież (ur. ok. 1327)
- 1503 – Pius III, papież (ur. 1439)
- 1537 – Agostino Spinola, włoski duchowny katolicki, biskup Perugii, administrator diecezji Savona i Alatri, kardynał (ur. 1482)
- 1541 – Małgorzata Tudor, królowa Szkocji (ur. 1489)
- 1545 – John Taverner, angielski kompozytor, organista (ur. 1490)
- 1547 – Jacopo Sadoleto, włoski duchowny katolicki, biskup Carpentras, kardynał (ur. 1477)
- 1558 – Maria Habsburżanka, królowa czeska i węgierska (ur. 1505)
- 1562 – Piotr z Alkantary, hiszpański franciszkanin, mistyk, święty (ur. 1499)
- 1578 – Ferdynand Habsburg, książę Asturii (ur. 1571)
- 1589 – Daniel Specklin, alzacki budowniczy fortyfikacji, inżynier, kartograf (ur. 1536)
- 1590 – Filip, książę szlezwicko-holsztyński na Gottorp (ur. 1570)
- 1595 – Álvaro de Mendaña de Neyra, hiszpański żeglarz (ur. 1541)
- 1612 – Isabel Barreto, hiszpańska podróżniczka, admirał (ur. ok. 1567)
- 1634 – Hans Ulrich von Eggenberg, austriacki polityk (ur. 1568)
- 1646 – Izaak Jogues, francuski jezuita, misjonarz, męczennik, święty (ur. 1607)
- 1667 – Fasiledes, cesarz Etiopii (ur. 1603)
- 1678 – Jacob Jordaens, flamandzki malarz (ur. 1593)
- 1770 – John Manners, brytyjski arystokrata, dowódca wojskowy, polityk (ur. 1721)
- 1775 – Paweł od Krzyża, włoski zakonnik, święty (ur. 1694)
- 1811 – Alexander Gibsone I, brytyjski kupiec, dyplomata (ur. ok. 1729)
- 1817 – Étienne Méhul, francuski kompozytor (ur. 1763)
- 1841 – Karol Morawski, polski generał brygady Księstwa Warszawskiego, generał major armii rosyjskiej (ur. 1767)
- 1845 – Jean-Dominique Cassini, francuski kartograf, astronom (ur. 1748)
- 1850 – Antoni Potocki, polski hrabia, generał brygady, polityk (ur. 1780)
- 1853 – Johann Fischer von Waldheim, niemiecki anatom, entomolog, paleontolog (ur. 1771)
- 1860 – Casimiro de Abreu, brazylijski poeta (ur. 1839)
- 1864 – Ferdinand Kahn, austriacki duchowny katolicki, biskup tyraspolski (ur. 1788)
- 1865 – Henry Temple, brytyjski arystokrata, polityk, premier Wielkiej Brytanii (ur. 1784)
- 1866:
  - Manuel Bulnes, chilijski wojskowy, polityk, prezydent Chile (ur. 1799)
  - Philipp Franz Balthasar von Siebold, niemiecki lekarz, botanik (ur. 1796)
  - Édouard Thouvenel, francuski dyplomata, polityk (ur. 1818)
- 1870 – Carl August Buz, niemiecki inżynier, konstruktor, przemysłowiec (ur. 1803)
- 1871 – Charles Babbage, brytyjski matematyk, astronom, mechanik (ur. 1791)
- 1872 – Adam Franciszek Skorupka, polski aktor, dyrektor teatru (ur. 1820)
- 1879 – Carl Hartwig, niemiecki kupiec, spedytor (ur. 1832)
- 1882 – Anna Domaszewska-Krajewska, polska nauczycielka, działaczka niepodległościowa (ur. 1816)
- 1884 – Wilhelm, książę Brunszwiku-Lüneburga, książę oleśnicki (ur. 1806)
- 1888 – Alessandro Antonelli, włoski architekt (ur. 1798)
- 1889:
  - Antonio Meucci, włoski wynalazca (ur. 1808)
  - Jan Rymarkiewicz, polski nauczyciel, działacz oświatowy, historyk, polonista, uczestnik powstania listopadowego (ur. 1811)
- 1892:
  - Matteo Liberatore, włoski jezuita, filozof, publicysta (ur. 1810)
  - Alfred Piper, pruski ziemianin, polityk (ur. 1814)
- 1893:
  - Charles Gounod, francuski kompozytor (ur. 1818)
  - Lucy Stone, amerykańska sufrażystka, abolicjonistka (ur. 1818)
- 1897 – Maciej Błażejewski, polski działacz robotniczy i niepodległościowy (ur. 1831)
- 1901 – Mikołaj Kulaszyński, polski duchowny katolicki, uczestnik powstania styczniowego, zesłaniec (ur. 1828)
- 1906 – Friedrich Konrad Beilstein, rosyjski chemik, wykładowca akademicki pochodzenia niemieckiego (ur. 1838)
- 1908 – Michitsura Nozu, japoński markiz, marszałek (ur. 1840)
- 1910 – Artur Glisczyński, polski dziennikarz, publicysta, poeta (ur. 1869)
- 1911 – Alfred Binet, francuski psycholog, wykładowca akademicki (ur. 1857)
- 1913 – Jarl Hulldén, fiński żeglarz sportowy (ur. 1885)
- 1915:
  - Theodor Boveri, niemiecki biolog, wykładowca akademicki (ur. 1862)
  - Karl Eugen Neumann, austriacki pisarz, tłumacz (ur. 1865)
- 1916 – Ignacio Pinazo Camarlench, hiszpański malarz, grafik (ur. 1849)
- 1918:
  - Fritz Otto Bernert, niemiecki pilot wojskowy, as myśliwski (ur. 1893)
  - Radko Dimitriew, bułgarski generał piechoty (ur. 1859)
  - Gildas Irwa, ugandyjski męczennik, błogosławiony (ur. ok. 1906)
  - Koloman Moser, austriacki malarz, grafik, projektant (ur. 1868)
  - Daudi Okelo, ugandyjski męczennik, błogosławiony (ur. ok. 1902)
  - Nikołaj Ruzski, rosyjski generał (ur. 1854)
- 1920 – Józef Korczak, polski porucznik, poeta (ur. 1891)
- 1921 – Ludwik III, król Bawarii (ur. 1845)
- 1922 – Edmund Rygier, polski aktor, reżyser, dyrektor teatru (ur. 1853)
- 1925 – Adam Sławoczyński, polski generał dywizji (ur. 1855)
- 1927 – Ludwig Darmstädter, niemiecki taternik, alpinista (ur. 1846)
- 1927 – Alfred Hillebrandt, niemiecki językoznawca, indolog, wykładowca akademicki (ur. 1853)
- 1928 – Tadeusz Rozwadowski, polski generał broni (ur. 1866)
- 1929 – Karl Ioganson, łotewski artysta awangardowy (ur. 1890)
- 1930 – Władimir Szewiakow, rosyjski biolog, wykładowca akademicki (ur. 1859)
- 1931 – Thomas Alva Edison, amerykański wynalazca, przedsiębiorca (ur. 1847)
- 1933 – Albert Hensel, niemiecki prawnik, wykładowca akademicki (ur. 1895)
- 1934:
  - François Gonnessiat, francuski astronom (ur. 1856)
  - Emiliano González Navero, paragwajski prawnik, polityk, prezydent Paragwaju (ur. 1861)
  - Gerhard von Mutius, niemiecki filozof, dyplomata, pisarz (ur. 1872)
- 1935:
  - Gaston Lachaise, francuski rzeźbiarz (ur. 1882)
  - Edmund Perle, polski malarz, ilustrator, pedagog (ur. 1854)
- 1937:
  - Aleksy (Bielkowski), rosyjski biskup prawosławny,święty (ur. 1841)
  - Antonio Ferro, argentyński piłkarz (ur. 1896)
  - Abdon Kłodziński, polski historyk, wykładowca akademicki (ur. 1881)
- 1939:
  - Stanisław Kowalczewski, polski rotmistrz, strzelec sportowy (ur. 1890)
  - Sylwester Machnikowski, polski historyk, nauczyciel, dziennikarz, działacz społeczny, regionalista (ur. 1903)
  - Roman Pawłowski, polski duchowny katolicki (ur. 1878)
  - Zdzisław Próchnicki, polski prawnik, wykładowca akademicki, urzędnik (ur. 1875)
  - Stanisław Rawicz-Dziewulski, polski generał brygady (ur. 1869)
  - Ryszard Wilson, polski podporucznik, uczestnik powstania styczniowego (ur. 1847)
- 1940:
  - Wiktor Hamerski, polski prawnik, wykładowca akademicki, urzędnik państwowy (ur. 1864)
  - Saint-Pol-Roux, francuski prozaik, poeta (ur. 1861)
- 1942 – Michaił Niestierow, rosyjski malarz (ur. 1862)
- 1943:
  - Edward Dubanowicz, polski porucznik, prawnik, wykładowca akademicki, polityk, poseł na Sejm Ustawodawczy i Sejm RP (ur. 1881)
  - Władysław Eugeniusz Heller, polski pułkownik dyplomowany obserwator (ur. 1895)
- 1944:
  - Aleksander, książę Erbach-Schönberg (ur. 1872)
  - Stanisław Bochnig, polski fotografik, nauczyciel, krajoznawca (ur. 1880)
  - Josef Maria Eder, austriacki fotochemik (ur. 1855)
  - Wasilij Gołowań, radziecki sierżant (ur. 1924)
  - Stanisław Nakoniecznikoff-Klukowski, polski pułkownik, komendant główny NSZ (ur. 1898)
  - Viktor Ullmann, austriacki kompozytor, dyrygent pochodzenia żydowskiego (ur. 1898)
- 1945:
  - Ernest Bisanz, polski podpułkownik inżynier saperów (ur. 1884)
  - Fred Hovey, amerykański tenisista (ur. 1868)
  - Wiktor Kurmanowycz, ukraiński generał (ur. 1876)
  - Wacław Rejmak, polski kapitan, uczestnik podziemia antykomunistycznego (ur. 1917)
  - Józef Tymiński, polski prawnik, polityk, wojewoda krakowski (ur. 1894)
- 1946:
  - Rudolf Pilát, czeski taternik, alpinista, numizmatyk (ur. 1875)
  - Ladislav Šaloun, czeski rzeźbiarz (ur. 1870)
- 1947:
  - George Henry Peters, amerykański astronom (ur. 1863)
  - Charles Treffel, francuski piłkarz wodny (ur. 1875)
  - Stanisław Zuber, polski geolog (ur. 1883)
- 1948:
  - Walther von Brauchitsch, niemiecki feldmarszałek (ur. 1881)
  - Margaret Hasluck, szkocka lingwistka, albanolog, archeolog, geograf (ur. 1885)
  - Jurgis Šaulys, litewski polityk, dyplomata (ur. 1879)
- 1950:
  - Per Bergman, szwedzki żeglarz sportowy (ur. 1886)
  - Emanuel Grim, polski duchowny katolicki, literat, działacz społeczny i polityczny (ur. 1883)
- 1951:
  - Wilhelm Abegg, niemiecki prawnik, polityk (ur. 1876)
  - James Davey, angielski rugbysta (ur. 1880)
- 1953 – Aleksander (Paulus), estoński duchowny prawosławny, pierwszy zwierzchnik Estońskiego Kościoła Prawosławnego (ur. 1872)
- 1954:
  - Einar Jónsson, islandzki rzeźbiarz (ur. 1874)
  - Mieczysław Norwid-Neugebauer, polski generał dywizji, polityk (ur. 1884)
- 1955 – José Ortega, hiszpański filozof, eseista (ur. 1883)
- 1957 – Janusz Ściwiarski, polski aktor, śpiewak, reżyser teatralny (ur. 1901)
- 1959:
  - Othón P. Blanco Núñez de Cáceres, meksykański wiceadmirał, polityk (ur. 1868)
  - Boughera El Ouafi, francuski lekkoatleta, maratończyk pochodzenia algierskiego (ur. 1898)
- 1960:
  - Ludwik Ruszkowski, polski aktor(ur. 1886)
  - Antoni Szczerkowski, polski związkowiec, polityk, poseł na Sejm RP (ur. 1881)
- 1961:
  - Wassan-Girej Dżabagijew, inguski polityk, emigracyjny dziennikarz, publicysta (ur. 1882)
  - Rodolphe Rubattel, szwajcarski polityk, prezydent Szwajcarii (ur. 1896)
- 1962:
  - Artur Horowicz, polski porucznik obserwator, malarz, rysownik, designer (ur. 1898)
  - Siergiej Puzikow, radziecki polityk (ur. 1916)
  - Maria Szczepańska, polska muzykolog, wykładowczyni akademicka (ur. 1902)
- 1963:
  - Andriej Krawczenko, radziecki generał (ur. 1899)
  - Kid Williams, duński bokser (ur. 1893)
- 1965 – Henry Travers, brytyjski aktor (ur. 1874)
- 1966 – Elizabeth Arden, amerykańska bizneswoman (ur. 1878)
- 1967 – Richard McCreery, brytyjski generał (ur. 1898)
- 1968:
  - Michaił Baskakow, radziecki generał major, polityk (ur. 1905)
  - Lee Tracy, amerykański aktor (ur. 1898)
- 1969:
  - Filippo Bottino, włoski sztangista (ur. 1888)
  - Augustyn Domes, polski pułkownik pilot (ur. 1895)
  - John Bernard MacGinley, irlandzki duchowny katolicki, biskup Monterey-Fresno w Kalifornii (ur. 1871)
  - Gyula Mándi, węgierski piłkarz, trener (ur. 1899)
- 1972:
  - Edward Cook, amerykański lekkoatleta, tyczkarz (ur. 1889)
  - Andrea Marrazzi, włoski szpadzista (ur. 1887)
- 1973:
  - Song Ailing, chińsko-amerykańska bizneswoman (ur. 1890)
  - Leo Strauss, niemiecko-amerykański filozof pochodzenia żydowskiego (ur. 1899)
  - Crane Wilbur, amerykański reżyser, scenarzysta, aktor, spiker radiowy (ur. 1886)
- 1974:
  - José da Conceição, brazylijski lekkoatleta, skoczek wzwyż i sprinter (ur. 1931)
  - Anders Lange, norweski dziennikarz, polityk (ur. 1904)
- 1975:
  - Al Lettieri, amerykański aktor (ur. 1928)
  - Roby Manuel, kanadyjski pilot wojskowy, as myśliwski (ur. 1895)
- 1976:
  - Edmund Kron, polski aktor, reżyser, dyrektor teatru (ur. 1901)
  - Giacomo Lercaro, włoski duchowny katolicki, arcybiskup Bolonii, kardynał (ur. 1891)
  - Zofia Nakoneczna, polsko-amerykańska aktorka (ur. 1910)
- 1977:
  - Andreas Baader, niemiecki terrorysta (ur. 1943)
  - Gudrun Ensslin, niemiecka terrorystka (ur. 1940)
  - Jan-Carl Raspe, niemiecki terrorysta (ur. 1944)
- 1978:
  - Ramón Mercader, kataloński agent NKWD, zamachowiec (ur. 1913)
  - Zbigniew Ziembiński, polski aktor, reżyser (ur. 1908)
- 1979 – Zdzisław Rytel, polski inżynier mechanik (ur. 1895)
- 1981 – Józef Ziarnkowski, polski działacz samorządowy, społeczny i komunistyczny (ur. 1905)
- 1982:
  - Maurice Gilliams, flamandzki poeta, pisarz (ur. 1900)
  - Franz Hemer, niemiecki pilot wojskowy, as myśliwski (ur. 1894)
  - Pierre Mendès France, francuski polityk, premier Francji pochodzenia żydowskiego (ur. 1907)
  - Bess Truman, amerykańska druga i pierwsza dama (ur. 1885)
- 1983:
  - Witold Gliński, polski kontradmirał (ur. 1925)
  - Marj Mitchell, kanadyjska curlerka (ur. 1948)
- 1984:
  - Magnhild Haalke, norweska pisarka (ur. 1885)
  - Jon-Erik Hexum, amerykański aktor (ur. 1957)
- 1985 – Stefan Askenase, polsko-belgijski pianista, pedagog pochodzenia żydowskiego (ur. 1896)
- 1986:
  - Sverre Ingolf Haugli, norweski łyżwiarz szybki (ur. 1925)
  - Wilhelm Orlik-Rückemann, polski generał brygady pochodzenia żydowskiego (ur. 1894)
  - Czesław Szczepaniak, polski urzędnik państwowy i działacz rzemieślniczy, polityk, poseł na Sejm PRL (ur. 1907)
- 1987 – Roderich Menzel, niemiecki tenisista (ur. 1907)
- 1988:
  - Julian Aleksandrowicz, polski internista, hematolog, profesor nauk medycznych, filozof medycyny (ur. 1908)
  - Leon Kołatkowski, polski generał brygady (ur. 1924)
  - Jan Świderski, polski aktor (ur. 1916)
  - Zygmunt Warczygłowa, polski malarz prymitywista (ur. 1922)
- 1989:
  - Stan Miasek, amerykański koszykarz (ur. 1924)
  - Georgina von Wilczek, księżna Liechtensteinu (ur. 1921)
- 1990:
  - Stanisław Brodzki, polski dziennikarz, publicysta (ur. 1916)
  - Heinz Oskar Vetter, niemiecki związkowiec, polityk (ur. 1917)
- 1991:
  - Enrico Boniforti, włoski piłkarz, trener (ur. 1917)
  - Bronisław Gosztyła, polski hokeista (ur. 1935)
- 1992:
  - Romuald Bukowski, polski artysta plastyk, polityk, poseł na Sejm PRL (ur. 1928)
  - Zbigniew Jarzyński, polski fotografik, działacz krajoznawczy i ochrony zabytków (ur. 1920)
- 1995:
  - Henryk Orkisz, polski geofizyk, wykładowca akademicki (ur. 1903)
  - Jan Sajkiewicz, polski profesor nauk technicznych (ur. 1928)
  - Ted Whiteaway, brytyjski kierowca wyścigowy (ur. 1928)
- 1996:
  - Louise Bertram, kanadyjska łyżwiarka figurowa (ur. 1908)
  - Marian Gołębiewski, polski pułkownik rezerwy piechoty, żołnierz Kedywu AK i WiN, działacz opozycji antykomunistycznej (ur. 1911)
- 1997:
  - Leonard Andrzejewski, polski aktor (ur. 1924)
  - Ramiro Castillo, boliwijski piłkarz (ur. 1967)
- 1999 – John Cannon, kanadyjski kierowca wyścigowy (ur. 1937)
- 2000:
  - Julie London, amerykańska aktorka, piosenkarka (ur. 1926)
  - Henryk Rzepkowski, polski generał brygady (ur. 1921)
  - Gwen Verdon, amerykańska aktorka, tancerka (ur. 1925)
- 2001:
  - Jan Chrapek, polski duchowny katolicki, biskup radomski (ur. 1948)
  - Micheline Ostermeyer, francuska lekkoatletka, pianistka (ur. 1922)
- 2002:
  - Jerzy Knapik, polski ekonomista, polityk (ur. 1913)
  - Miroslav Vymazal, czeski kolarz torowy (ur. 1952)
- 2003 – Manuel Vázquez Montalbán, hiszpański pisarz (ur. 1939)
- 2004:
  - Rafał Łukaszewicz, polski operator filmowy (ur. 1970)
  - Stefan Moskwa, polski duchowny katolicki, biskup pomocniczy przemyski (ur. 1935)
  - Veerappan, indyjski przestępca (ur. 1952)
- 2005:
  - Johnny Haynes, angielski piłkarz (ur. 1934)
  - John Hollis, brytyjski aktor (ur. 1931)
  - Aleksandr Jakowlew, rosyjski intelektualista (ur. 1923)
  - Andrzej Pawluczuk, polski pisarz, krytyk literacki (ur. 1948)
- 2006:
  - Marc Hodler, szwajcarski działacz sportowy, prezydent Międzynarodowej Federacji Narciarskiej (FIS) (ur. 1918)
  - Julius Korostelev, słowacki piłkarz, trener (ur. 1923)
  - Alvin Weinberg, amerykański fizyk (ur. 1915)
- 2007:
  - Lucky Dube, południowoafrykański muzyk reggae (ur. 1964)
  - Krzysztof Nowiński, polski archeolog, dziennikarz, publicysta (ur. 1938)
  - Aleksiej Zamołodczikow, rosyjski fizyk teoretyczny (ur. 1952)
- 2008 – Dee Dee Warwick, amerykańska piosenkarka (ur. 1945)
- 2009:
  - Tomasz Dybowski, polski prawnik, sędzia Trybunału Konstytucyjnego (ur. 1923)
  - Jan Pyszko, polski działacz polonijny (ur. 1930)
- 2011:
  - Jan Kaczmarek, polski technolog, polityk, minister nauki, szkolnictwa wyższego i techniki (ur. 1920)
  - Józef Niedomagała, polski judoka, trener (ur. 1940)
  - Wincenty Okoń, polski pedagog (ur. 1914)
  - Michał (Staikos), grecki duchowny prawosławny, metropolita austriacki i egzarcha Węgier (ur. 1946)
- 2012:
  - Jerzy Litwiniuk, polski poeta, tłumacz (ur. 1923)
  - Slater Martin, amerykański koszykarz (ur. 1925)
- 2013:
  - Felix Dexter, brytyjski aktor (ur. 1961)
  - Tom Foley, amerykański polityk (ur. 1929)
  - Janina Katz, polska pisarka (ur. 1939)
  - Alexander James Quinn, amerykański duchowny katolicki, biskup Cleveland (ur. 1932)
  - Bill Young, amerykański polityk (ur. 1930)
- 2014:
  - Efua Dorkenoo, ghańska feministka (ur. 1949)
  - Melford Spiro, amerykański antropolog kulturowy (ur. 1920)
  - Paul Walsh, amerykański duchowny katolicki, biskup pomocniczy Rockville Centre (ur. 1937)
  - Czesław Wiśniewski, polski polityk, minister kultury i sztuki (ur. 1932)
- 2015:
  - Dżamal al-Ghitani, egipski pisarz (ur. 1945)
  - Hanna Konopka, polska historyk (ur. 1949)
  - Sylwester Szyszko, polski reżyser i scenarzysta filmowy (ur. 1929)
  - Frank Watkins, amerykański basista, kompozytor, członek zespołów: Obituary i Gorgoroth (ur. 1968)
- 2016:
  - Anthony Addabbo, amerykański aktor, model (ur. 1960)
  - Grzegorz Pieronkiewicz, polski zapaśnik, działacz sportowy, prezes Polskiego Związku Zapaśniczego (ur. 1975)
- 2017:
  - Bronisław Kamiński, polski rolnik, polityk, minister ochrony środowiska, zasobów naturalnych i leśnictwa (ur. 1940)
  - Zdzisław Kostrzewa, polski architekt (ur. 1930)
  - Marino Perani, włoski piłkarz, trener (ur. 1939)
  - Ricardo Vidal, filipiński duchowny katolicki, arcybiskup Cebu, kardynał (ur. 1931)
  - Isam Zahr ad-Din, syryjski generał (ur. 1961)
- 2018:
  - Abd ar-Rahman Siwar az-Zahab, sudański wojskowy, polityk, prezydent Sudanu (ur. 1934)
  - Jan Kołodziejski, polski fotograf, działacz opozycji antykomunistycznej (ur. 1963)
  - Lisbeth Palme, szwedzka psycholog (ur. 1931)
  - Piotr Piętak, polski polityk, informatyk, publicysta (ur. 1953)
- 2019:
  - Horace Romano Harré, brytyjski filozof, psycholog (ur. 1927)
  - Aleksandyr Jankow, bułgarski prawnik, polityk (ur. 1924)
  - Rui Jordão, portugalski piłkarz (ur. 1952)
- 2020:
  - Alan Stephenson Boyd, amerykański polityk, sekretarz transportu (ur. 1922)
  - René Felber, szwajcarski polityk, prezydent Szwajcarii (ur. 1933)
  - Adam Frączek, polski psycholog (ur. 1935)
  - Jan Hanasz, polski astronom, działacz opozycji antykomunistycznej (ur. 1934)
  - Tomás Herrera, kubański koszykarz (ur. 1950)
  - Stanisław Kogut, polski kolejarz, związkowiec, działacz sportowy, polityk, senator RP (ur. 1953)
  - Juliusz Łuciuk, polski kompozytor (ur. 1927)
  - José Padilla, hiszpański didżej, producent muzyczny (ur. 1955)
- 2021:
  - Czesław Błaszak, polski zoolog, akarolog (ur. 1942)
  - Anna Czekanowska-Kuklińska, polska muzykolog, wykładowczyni akademicka (ur. 1929)
  - Edward Górecki, polski duchowny katolicki, teolog, specjalista od prawa kanonicznego (ur. 1930)
  - Sante Graciotti, włoski duchowny katolicki, franciszkanin, polonista, slawista, literaturoznawca (ur. 1923)
  - Edita Gruberová, słowacka śpiewaczka operowa (sopran koloraturowy) (ur. 1946)
  - János Kornai, węgierski ekonomista (ur. 1928)
  - Colin Powell, amerykański generał, polityk, sekretarz stanu (ur. 1937)
- 2022:
  - Thomas Cahill, amerykański historyk, pisarz (ur. 1940)
  - Stanisław Ciosek, polski ekonomista, dyplomata, działacz partyjny, polityk, poseł na Sejm PRL, minister-członek Rady Ministrów oraz minister pracy, płac i spraw socjalnych (ur. 1939)
  - Ole Ellefsæter, norweski biegacz narciarski (ur. 1939)
  - Bogusław Gediga, polski archeolog, wykładowca akademicki (ur. 1933)
  - John P. Meier, amerykański duchowny katolicki, biblista, wykładowca akademicki (ur. 1942)
  - Marianna Staśkiewicz, polska artystka ludowa (ur. 1928)
- 2023:
  - Kazimierz Andrzejewski, polski jeździec sportowy (ur. 1943)
  - Henry Kyemba, ugandyjski historyk, polityk, minister kultury, minister zdrowia (ur. 1939)
  - Thomas A. Szlezák, niemiecki filolog klasyczny, historyk filozofii, wykładowca akademicki (ur. 1940)
- 2024:
  - Jehuda Bauer, izraelski historyk (ur. 1926)
  - Paulo Sérgio Machado, brazylijski duchowny katolicki, biskup Ituiutaba i São Carlos (ur. 1945)
  - Joseph Rykwert, brytyjski historyk, krytyk architektury (ur. 1926)